# Gypsy Rose Lee

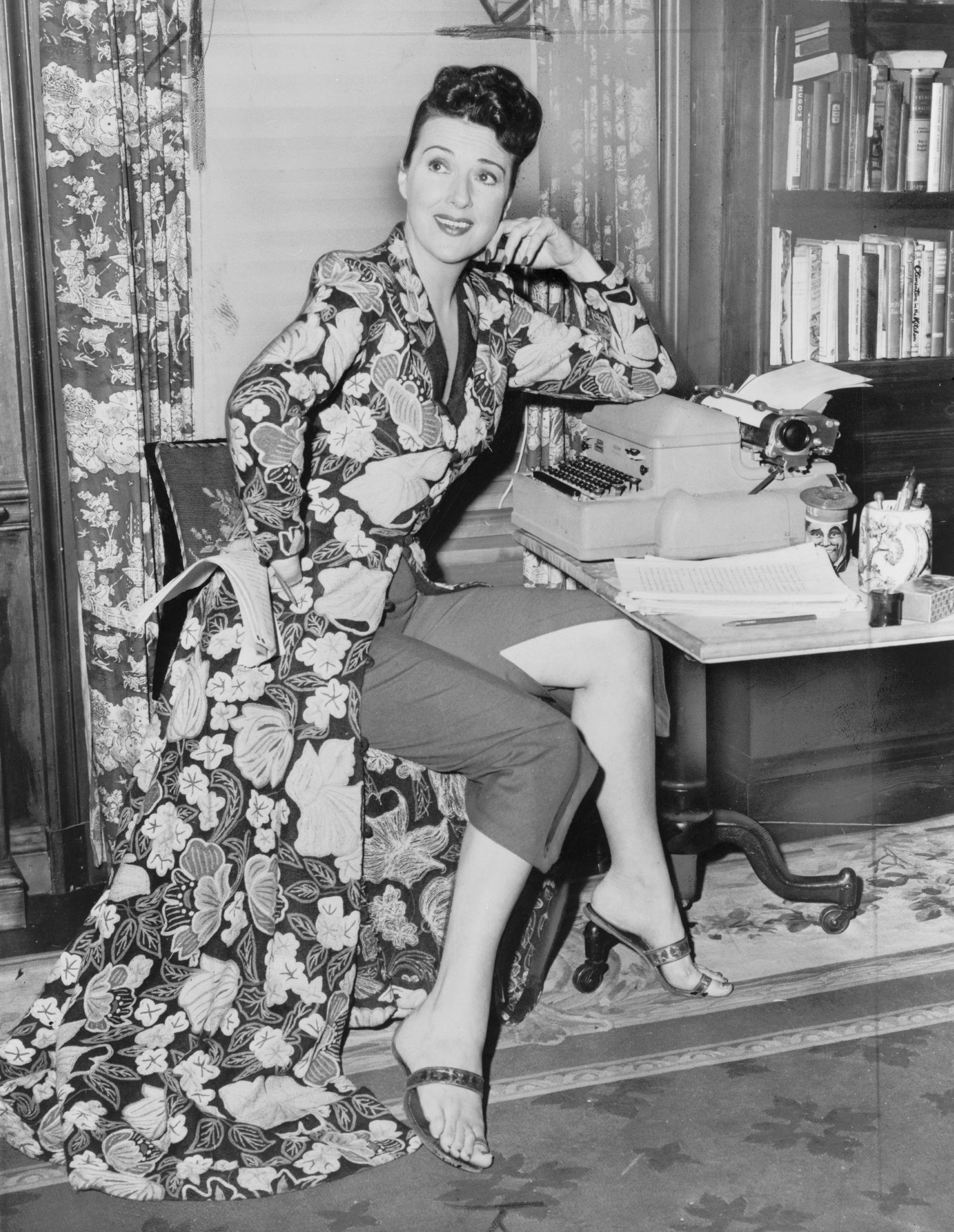
Gypsy Rose Lee 1956 fotografiert von Fred Palumbo

Gypsy Rose Lee, eigentlich Rose Louise Hovick (* 8. Januar 1911 in Seattle; † 26. April 1970 in Los Angeles) war eine US-amerikanische Schauspielerin, Schriftstellerin und berühmte Darstellerin in Burlesque-Shows.

## Leben
Rose Louise Hovick wurde zusammen mit ihrer Schwester Ellen, die später als June Havoc bekannt wurde, von ihrer Mutter Rose Thompson Hovick früh zum Showbusiness geführt. Die Schwestern traten in Vaudeville-Shows auf, stets noch unter Einfluss der dominierenden Mutter. Rose stand zunächst im Schatten ihrer Schwester June. Als das Vaudeville altmodisch wurde und gröbere Arten der Unterhaltung aufkamen, profilierte sich Rose im Genre des Burlesque. Ihre zugleich ordinäre und kultivierte Art und ihr Humor machten sie zum Star der New Yorker Burlesque-Shows der Minsky-Brüder.
Nach ihrer Heirat mit dem Techniker und Filmproduzenten Michael Todd erschien sie in vielen seiner Filme. Als Schriftstellerin verfasste sie 1941 den Roman The G-String Murders, der 1943 als Lady of Burlesque mit Barbara Stanwyck verfilmt wurde. Aus ihrer Beziehung mit dem Filmregisseur Otto Preminger ging ein Sohn hervor. 1957, nach dem Tod der Mutter, gab Rose ihre Memoiren unter dem Titel Gypsy heraus, in denen sie die übermächtige Mutter porträtierte, der später auch ein Mord vorgeworfen wurde. Dies diente Jule Styne, Stephen Sondheim und Arthur Laurents als Vorlage für ihr Musical Gypsy: A Musical Fable (1959), das 1962 ebenfalls unter dem Titel Gypsy – Königin der Nacht erfolgreich verfilmt wurde.
Als lebende Legende trat Rose in ihren letzten Jahren in Fernsehfilmen und Talkshows auf. Sie starb an Krebs.

## Werke

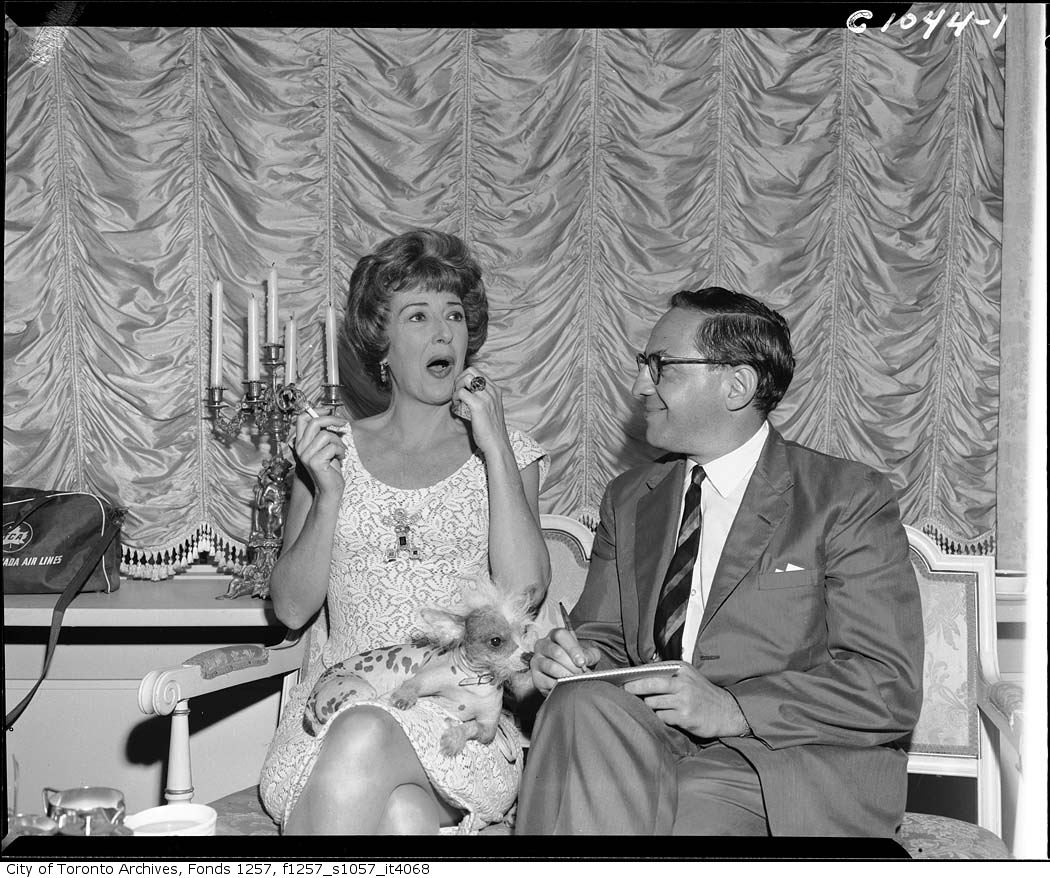
Gypsy Rose Lee und Frank Rasky, 1955

### Film
- 1937: You Can’t Have Everything
- 1937: Ali Baba geht in die Stadt (Ali Baba Goes to Town)
- 1938: Sally, Irene and Mary
- 1938: Battle of Broadway
- 1938: My Lucky Star
- 1943: Stage Door Canteen
- 1944: Belle of the Yukon
- 1952: Babes in Bagdad
- 1958: Die blonde Venus (Screaming Mimi)
- 1958: Sumpf unter den Füßen (Wind Across the Everglades)
- 1963: Die verlorene Rose (The Stripper)
- 1966: Immer Ärger mit den Engeln (The Trouble with Angels)
- 1968: Around the World of Mike Todd

### Fernsehen
- Think Fast, 1949
- The Gypsy Rose Lee Show, 1958
- Who Has Seen the Wind?, 1965
- Gypsy, 1965
- Batman, 1966
- The Pruitts of Southampton, 1966
- The Over-the-Hill Gang, 1969